# Васильев, Дмитрий Ефимович
Дми́трий Ефи́мович Васи́льев (23.11 (11.12).1902, Суксунский завод Пермской губернии — 08.03.1961, Челябинск-70 (Снежинск)) — советский инженер-механик, организатор производства. Первый директор Комбината «Электрохимприбор» и ВНИИТФ.

## Биография
Родился в семье почтового ямщика.
С 1918 года работал подручным слесаря и слесарем на Суксунском механическом заводе. В 1920—1921 монтёр, с 1921 по 1924 г. — линейный надсмотрщик телеграфной линии.
В 1924—1931 политпросветорганизатор Суксунского района, зав. окружным отделом народного образования, зам. зав. Уральским обл. отделом образования.
Окончил Уральский машиностроительный институт (учёба 1931—1937).
С 1933 года, перейдя на заочное отделение, работал на Уралмашзаводе — начальник отдела кадров, мастер, с 1939 — зам. гл. инженера, с ноября 1941 зам. директора и начальник производства танковых корпусов.
С 1945 главный инженер, с 1946 — директор Омского танкового завода.
С 1947 — начальник строительства и директор завода № 814 (ныне комбинат «Электрохимприбор») в городе Свердловск-45/Лесной (атомный проект).
С 1955 директор НИИ-1011 (ВНИИТФ; г. Челябинск-70/Снежинск).
Депутат ВС РСФСР (1947—1952).
Инженер-полковник (1945).

## Награды
- Сталинская премия второй степени (1953) — за разработку и внедрение в промышленность электромагнитного метода разделения изотопов и получение этим методом лития-6[1][2].
- Награждён тремя орденами Ленина (1942; 05.08.1944, за успешное выполнение задания Государственного Комитета Обороны по выпуску артиллерийских самоходных установок и бронекорпусов; 1954), Отечественной войны II степени (1945), Трудового Красного Знамени (1943).